# Oakland (Maryland)
Oakland es un pueblo ubicado en el condado de Garrett en el estado estadounidense de Maryland. En el año 2010 tenía una población de 1925 habitantes y una densidad poblacional de 350 personas por km². Se encuentra en el extremo oeste del estado, limitando con Virginia Occidental.

## Geografía
Oakland se encuentra ubicado en las coordenadas 
39°24′38″N 79°24′16″O / 39.41056, -79.40444.

## Demografía
Según la Oficina del Censo en 2000 los ingresos medios por hogar en la localidad eran de $26.728 y los ingresos medios por familia eran $38.750. Los hombres tenían unos ingresos medios de $29.625 frente a los $21.542 para las mujeres. La renta per cápita para la localidad era de $16.872. Alrededor del 19,0% de la población estaba por debajo del umbral de pobreza.